# Caliban (satelit)
Caliban /ka.li'ban/ este al doilea cel mai mare satelit retrograd neregulat al lui Uranus. A fost descoperit pe 6 septembrie 1997 de Brett J. Gladman⁠(d), Philip D. Nicholson⁠(d), Joseph A. Burns⁠(d) și John J. Kavelaars⁠(d) folosind telescopul Hale de 200 de inci împreună cu Sycorax și a primit denumirea temporară S/1997 U 1.
Desemnat Uranus XVI, a fost numit după personajul monstru din piesa lui William Shakespeare Furtuna.

## Orbită

Animație a orbitei lui Caliban în jurul lui Uranus.
Uranus·
Sycorax·
Francisco·
Caliban·
Stephano·
Trinculo

Caliban urmează o orbită îndepărtată, de peste 10 ori mai departe de Uranus decât cel mai îndepărtat satelit regulat Oberon. Orbita sa este retrogradă, moderat înclinată și ușor excentrică. Parametrii orbitali sugerează că ar putea aparține aceluiași grup dinamic ca Stephano și Francisco, sugerând o origine comună.

Sateliții neregulați retrograzi ai lui Uranus

Diagrama ilustrează parametrii orbitali ai sateliților neregulați retrograzi ai lui Uranus (în coordonate polare) cu excentricitatea orbitelor reprezentată de segmentele care se extind de la pericentru la apocentru.

## Caracteristici fizice
Diametrul lui Caliban este estimat la aproximativ 42 km, pe baza măsurătorilor termice efectuate de Observatorul Spațial Herschel. Albedo-ul său este estimat la aproximativ 0,22, ceea ce este neobișnuit de mare în comparație cu cel al altor sateliți neregulați uranieni. Cel mai mare satelit neregulat al lui Neptun, Nereid, are un albedo la fel de mare ca Caliban. 
Rapoarte oarecum inconsecvente îl plasează pe Caliban în categoria roșu-deschis (B–V = 0.83 V–R = 0.52,  B–V = 0.84 ± 0.03 V–R = 0.57 ± 0.03 ), mai roșu decât Himalia, dar tot mai puțin roșu decât majoritatea obiectelor centurii Kuiper. Caliban poate fi puțin mai roșu decât Sycorax. De asemenea, absoarbe lumina la 0,7 μm, iar un grup de astronomi consideră că acesta poate fi rezultatul apei lichide care a modificat suprafața. 
Măsurătorile curbei de lumină a lui Caliban cu telescopul spațial Kepler indică faptul că perioada de rotație a acestuia este de aproximativ 9,9 ore. 

## Origine
Se presupune că Caliban este un obiect capturat: nu s-a format în discul acreționar care a existat în jurul lui Uranus imediat după formarea sa. Mecanismul exact de captare nu este cunoscut, dar capturarea unui satelit necesită disiparea energiei. Procesele posibile de captare includ: rezistența gazului în discul protoplanetar, interacțiuni dintre multe corpului și captarea în timpul creșterii rapide a masei lui Uranus (așa-numitul „pull-down”).  